# Robert Woodrow Wilson
Robert Woodrow Wilson (* 10. ledna 1936 Houston, Texas) je americký astronom, držitel Nobelovy ceny za fyziku z roku 1978 za objev tzv. reliktního záření, který učinil v roce 1964 společně s Arno Allan Penziasem.
Vystudoval Rice University v Houstonu a California Institute of Technology v Pasadeně, kde získal v roce 1962 doktorát. V letech 1963–1976 pracoval v Bellových laboratořích v New Jersey, kde začal spolupracovat s Arno Penziasem.
Při práci na nové anténě při Bellových laboratořích v Holmdel, New Jersey, objevili zvukové rušení, které po odstranění všech potenciálních zdrojů (včetně např. ptačích výkalů na anténě), identifikovali jako reliktní záření (zbytkové záření). Tento objev je chápán jako důležitá součást teorie velkého třesku.

## Ocenění
- 1977 Henry Draper Medal
- 1987 Herschelova medaile
- 1978 Nobelova cena za fyziku